# Eleição presidencial da França em 1879
A eleição presidencial francesa de 1879 ocorreu após a renúncia do presidente Patrice de Mac Mahon. O presidente da Câmara dos Deputados Jules Grévy foi eleito para sucedê-lo.

## Contexto
O presidente Patrice de Mac-Mahon, não mais desfrutando de qualquer apoio de ambas as câmaras do parlamento após as eleições parlamentares de 1879, preferiu renunciar após se recusar a assinar a demissão de alguns generais. Em oito horas, um colégio eleitoral se formou para eleger um novo presidente.

## Resultados
O presidente da Câmara dos Deputados e candidato vencido nas eleições de 1873, Jules Grévy, saiu da reunião das duas câmaras como o grande favorito. Ele decidiu se candidatar e foi eleito por ampla maioria de votos. Seu oponente mais sério foi o soldado Alfred Chanzy, que conquistou quase cem votos. O deputado Léon Gambetta sucedeu a Grévy à frente da Câmara.
| Candidato | Candidato                        | Votos | %     |
| --------- | -------------------------------- | ----- | ----- |
|           | Jules Grevy Republicano moderado | 563   | 84,03 |
|           | Alfred Chanzy Militares          | 99    | 14,78 |
|           | outros                           | 8     | 1,19  |